# Laxitextum
Laxitextum Lentz (skórnikówka) – rodzaj grzybów z rodziny soplówkowatych (Hericiaceae). W Polsce występuje jeden gatunek.

## Charakterystyka
Grzyby kortycjoidalne o owocniku rozpostartym lub rozpostarto-odgiętym. Hymenofor gładki, białawy, górna, sterylna powierzchnia owłosiona. System strzępkowy monomityczny, strzępki ze sprzążkami, cienkościenne, w tramie brązowe. Gleocystydy cylindryczne do szydłowatych, często zwężone, tej samej wysokości co hymenium lub nieco wystające. Podstawki cylindryczne do maczugowatych, 4-sterygmowe ze sprzążkami. Bazydiospory elipsoidalne do niemal kulistych, drobno ząbkowane lub kolczaste, amyloidalne.
Laxitextum charakteryzuje się stereoidowym owocnikiem, obecnością gleocystyd i drobno kolczastych, amyloidalnych bazydiospor. Badania molekularne Larssona i innych (2003, 2004) wykazały, że Laxitextum jest blisko spokrewniony z Hericium w rzędzie gołąbkowców.

## Systematyka i nazewnictwo
Pozycja w klasyfikacji według Index Fungorum: Hericiaceae, Russulales, Incertae sedis, Agaricomycetes, Agaricomycotina, Basidiomycota, Fungi.
Polską nazwę nadał Władysław Wojewoda w 1999 r. W polskim piśmiennictwie mykologicznym należące do tego rodzaju gatunki opisywane były także jako skórnik.
Gatunki:
- Laxitextum bicolor (Pers.) Lentz 1956 – skórnikówka białobrązowa
- Laxitextum globisporum Henkel & Ryvarden 2021
- Laxitextum incrustatum Hjortstam & Ryvarden 1981
- Laxitextum lutescens Hjortstam & Ryvarden 1981

Wykaz gatunków i nazwy naukowe na podstawie Index Fungorum. Nazwy polskie według Władysława Wojewody.